# INSAS (fusil et mitrailleuse)
Le système indien d'armes légères INSAS (Indian Small Arms System), produit et exporté par l'Union indienne, comprend un fusil d'assaut et un fusil mitrailleur de petit calibre.

## Présentation
Cette arme est la synthèse du FN FAL (produit localement dans les années 1960-1980 sous le nom de Rifle 1ASL) et de l'AKM alors en service dans l'armée indienne.

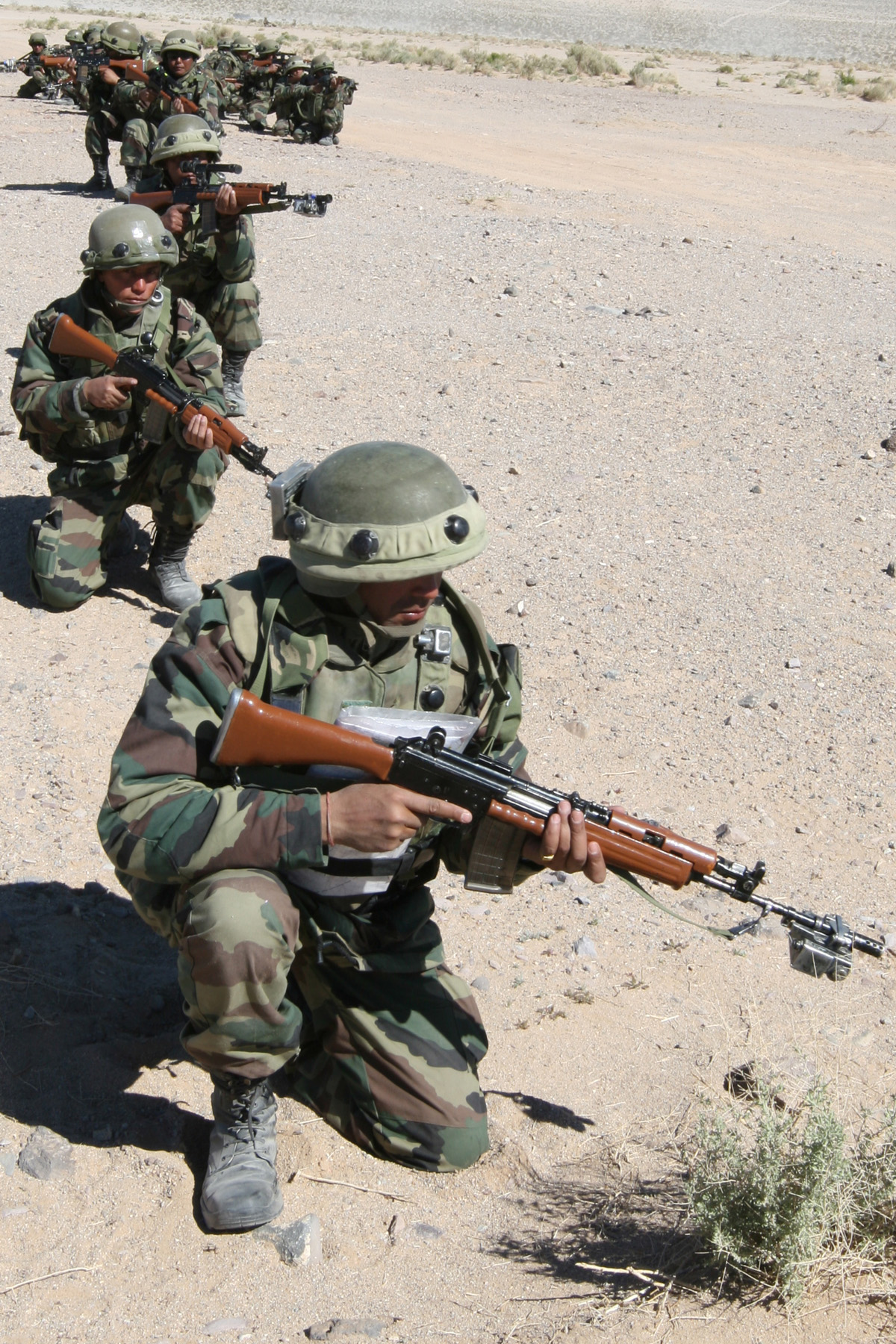
Les célèbres Gurkhas indiens sont armés de FA INSAS.

## Diffusion
300 000 INSAS sont réglementaires dans les Forces armées indiennes mais un certain nombre a été exporté dans les pays voisins de l'Union indienne :
- Bhoutan
- Népal : 23 000 FA fournis à l'Armée royale népalaise avec un fort rabais
- Oman
- Sri Lanka

Ainsi, les FA et FM Insas ont servi durant le Conflit de Kargil (1999 contre l'armée pakistanaise), les guerres civiles népalaise et sri-lankaise ainsi que pour contrer les attaques de novembre 2008 à Bombay.

## Variantes

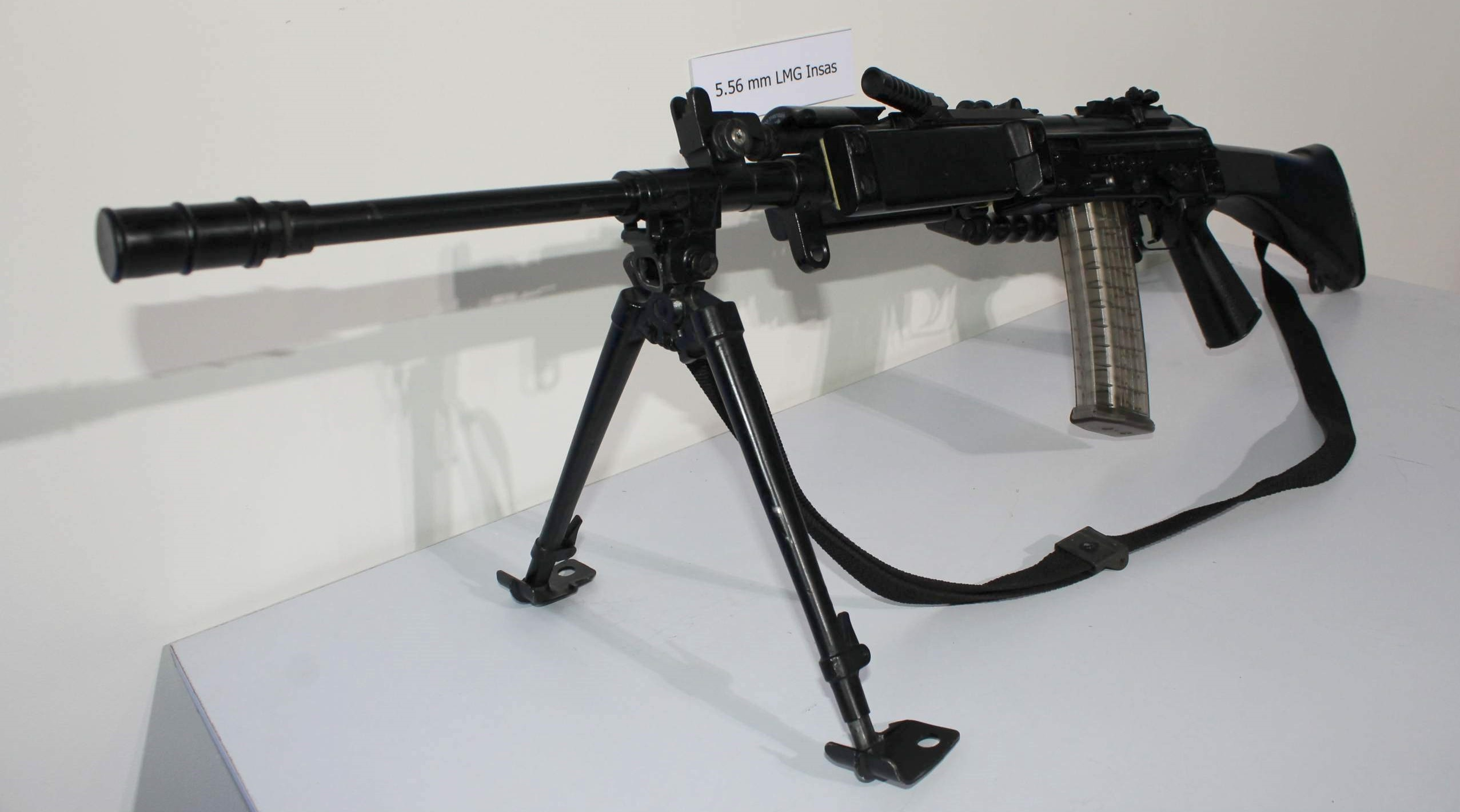
Un FM INSAS muni des nouvelles garnitures en polymère noir.

Son fabricant en a dérivé les FA décrit dans le tableau :
- RIFLE 5.56 mm INSAS (Fixed Butt) avec crosse fixe.
- 5.56 mm INSAS Rifle (Foldable Butt) avec crosse repliable.
- 5.56 mm Assault Rifle : Version export du modèle à crosse fixe. Même dimension (96 cm) mais masse moindre (4,15 kg). Garnitures en polymère noire

Mais aussi des FM muni du bipied repliable du BREN et d'un canon plus long :
- LMG 5.56 mm INSAS (Fixed Butt)avec crosse fixe. (105 cm/6,7 chargé à 30 coups)
- LMG 5.56 mm INSAS (Foldable Butt) avec crosse repliable. (102,5 cm avec crosse déployée/6,4 chargé à 30 coups)

## Dérivés
Plusieurs FA ont été dérivés de l'INSAS :
- 5.56 mm Excalibur Rifle  : Carabine d'assaut avec crosse repliable recouverte de polymère (67/90 cm pour 3,8 kg vide). Garnitures en polymère noire.
- 5.56 mm Kalantak Rifle  : Carabine d'assaut  compacte avec crosse repliable à structure tubulaire (61/83 cm pour 3,5 kg vide). Garnitures en polymère noire.
- AMOGH 5.56mm Carbine : Carabine d'assaut avec crosse repliable recouverte de polymère (58/80 cm pour 3,8 kg vide). Garnitures en polymère noire. Tire la 5,6 x 30 mm IOF

## Le Fusil d'assaut indien dans la culture populaire
- Les FA et FM indiens sont visibles dans les films indiens LOC Kargil, Lakshya ou Kaminey.
- Les gamers jouant à Sniper: Ghost Warrior 2 peuvent choisir l'INSAS.
- Le fusil apparaît aussi dans le jeu vidéo Uncharted: The Lost Legacy, il équipe par les insurgés d'Asav en plus de l'armée indienne.

## Sources
- R.D. Jones & A. White, Jane's Guns Recognition Guide, 5th Edition, HarperCollins,  2008.
- M. Popenker & A.G. Williams, Assault Rifle, Crowood Press, 2004
- Martin J. Dougherty, Armes à feu : encyclopédie visuelle, Elcy éditions, 304 p. (ISBN 9782753205215), p. 186-187.
- Notice sur l'INSAS Export
- Notice sur l'INSAS de l'infanterie indienne
- Notice sur l'INSAS des paras indiens
- Notice sur le FM INSAS
- Notice sur le FM INSAS Para